# Feodosiy Vanin
Feodosy Karpovich Vanin (né le 25 février 1914 à Baturinsky et mort le 26 décembre 2009) est un athlète russe, spécialiste des courses de fond.

## Biographie
Concourant sous les couleurs de l'URSS, il remporte la médaille de bronze du marathon lors des championnats d'Europe de 1950, à Bruxelles, devancé par le Britannique Jack Holden et le Finlandais Veikko Karvonen.
Il se classe 27e du marathon des Jeux olympiques de 1952, à Helsinki.

### Palmarès
| Date | Compétition           | Lieu      | Résultat | Épreuve  | Performance     |
| ---- | --------------------- | --------- | -------- | -------- | --------------- |
| 1950 | Championnats d'Europe | Bruxelles | 3e       | Marathon | 2 h 33 min 47 s |
| 1952 | Jeux olympiques       | Helsinki  | 27e      | Marathon | 2 h 38 min 22 s |

### Records
| Épreuve  | Performance     | Lieu | Date |
| -------- | --------------- | ---- | ---- |
| Marathon | 2 h 27 min 29 s |      | 1952 |